# Torrehermosa
Torrehermosa (aragónul Torre Fermosa) község Spanyolországban,  Zaragoza tartományban. Torrehermosa Alconchel de Ariza, Santa María de Huerta és Monreal de Ariza községekkel határos. Lakosainak száma 74 fő (2024).

## Népesség
A település népessége az utóbbi években az alábbiak szerint változott:
| Lakosok száma | 114  | 102  | 92   | 87   | 80   | 71   | 65   | 59   | 70   | 74   |
|               | 2001 | 2004 | 2007 | 2009 | 2012 | 2014 | 2017 | 2019 | 2022 | 2024 |